# Химинець Олексій Семенович
Олексі́й Семе́нович Химине́ць (псевдо: Благий, Олесь Надрага) (нар. 30 березня 1912, с. Саджава, Богородчанський район, Станіславська область — пом. 20 березня 1945, с. Лесівка, Богородчанський район, Станіславська область) — український військовик, учасник Визвольних змагань, поручник УПА, командир сотні «Месники» із куреня «Скажені», курінний куреня «Смертоносці» Станіславського ТВ-22 «Чорний ліс» ВО-4 «Говерла».
Лицар Срібного Хреста Бойової Заслуги 1-го класу.

## Становлення
Народився у сім'ї селян. Освіта — початкова: закінчив народну школу. Член товариства «Пласт» у рідному селі з 1926 р., активний діяч 89-го куреня Українського уладу пластунів-юнаків імені І. Франка. Співзасновник товариств «Сокіл» та «Просвіта» у Саджаві, член товариства «Відродження». Пройшов строкову військову службу у Польській армії. Член ОУН із 1939 р. Восени 1939 р., остерігаючись арешту органами НКВС, виїхав за кордон. Проживав у м. Брауншвейґ (Німеччина). Взимку 1940 р. переїхав на Холмщину, де на пропозицію Ярослава Старуха вступив до німецького «Веркшуцу». Вояк батальйону «Нахтіґаль» (04.-08.1941), а відтак 201-го батальйону охоронної поліції «Шуцманшафт» (10.1941-12.1942). Службовець української допомогової поліції (весна 1943 — 07.1943). У липні 1943 р. перейшов в УНС.

## Початок боротьби в УНС
Навесні 1943 року на противагу підтримуваній мельниківцями німецькій мобілізації в дивізію Ваффен-СС «Галичина» бандерівці розпочали формування Української Народної Самооборони. Наприкінці травня 1943 року в лісі поблизу с. Грушка була сформована сотня «Козака», в якій чотовим став «Благий».
Наступним поштовхом для активізації руху Опору в Галичині став Карпатський рейд Сумського партизанського з'єднання під командуванням С. Ковпака у липні 1943 р., які ставили собі за мету створити у Карпатах свій партизанський
край і звідти проводити підпільно-партизанську діяльність.
Небезпека з радянського боку підштовхнула керівництво ОУН(Б) до рішучих дій, оскільки в Галичині функціонувала розгалужена мережа ОУН(Б), у складі якої були Самооборонні Кущові Відділи (СКВ) ще з 1941 р. Тому було ухвалено рішення, щоб щойно змобілізовані збройні відділи під назвою УНС з кількох областей попрямували у Карпати для вчинення спротиву червоним партизанам.
Формування УНС у Карпатах було завершено до 15 серпня 1943 р. у складі п'яти куренів, у яких налічувалося до 2 тис. козаків.
Перший курінь «Чорні чорти» (курінний — «Липей» (Ілля Рачок) у складі 400—450 козаків дислокувався в околицях сіл Микуличі і Березин Яремчанського району. В курені були три сотні: 1) вишкільна, 2) бойова, 3) будівельна. Сотенним бойової сотні був «Козак» (Микола Яворський), чотовим другої чоти — «Благий» (Олекса Химинець). Вишколом керували «Гуцул» (Іван Бутковський) та сотенні «Липей», «Дон» (Михайло Дарабан) і «Козак».
29 листопада 1943 року сотня «Месники» під командуванням вже Олекси Химинця-«Благого», вирушила у рейд по Солотвинщині. Під час рейду коло села Пороги повстанці захопили склад, у якому були кулемети ЦКМ-1 і З РКМ, 20 гвинтівок, 6 пістолетів, гранати, патрони, обмундирування. Також було арештовано 7 поляків, які вели антиукраїнську роботу, та передано їх до СБ.
1 січня 1944 року сотня «Месники» повернулася до Чорного лісу і приєдналася до куреня «Різуна» (Андрусяк Василь). Цього ж дня о 10-й годині німці розпочали наступ на табір куреня «Скажені». Вони обстрілювали табір польовими гарматами із сіл Завій, Грабівка, Посіч. Курінь відступив без втрат.

## Боротьба в лавах УПА
В кінці квітня в селі Пациків сотня „Благого“ вбила шістьох німців і спалила Liegenschaft (приватну власність).
У квітні 1944 у Чорному лісі з'явилися червоні партизани. В Карпати вирушило з'єднання М. Шукаєва чисельністю 2000 осіб у складі загонів ім. Суворова, «Іскра», «Смерть фашизму» і «За Родіну». Хоч декларативно завданням для цих загонів ставилася боротьба із німцями, насправді їх діяльність була спрямована більше проти українських повстанців. Адже для поборювання вояків вермахту на цих теренах достатньо було частин Червоної армії, натомість повстанцям ефективніше могли протистояти саме партизанські відділи. Повстанці не збиралися пускати червоних у Карпати, і командування УПА вирішило обороняти 30-кілометровий відтинок фронту своїми силами. Тим часом з'єднання майора М. Шукаєва пробилося через німецький фронт у Галичині і поділилося на загони. Три загони чисельністю 700 осіб під командуванням капітана Кулагіна вирушили до Чорного лісу, а четвертий, на чолі з М. Шукаєвим, пішов на Сколівщину у Майданські ліси. З 23 квітня до 7 травня партизани періодично атакували позиції куреня «Скажені» та сотні «Дружинники» (командир «Черник»), що прийшла на допомогу з Галицького району. Разом з куренем «Скажені» сотня створила оборонну лінію довжиною близько 20 кілометрів. «Дружинники» зайняли села Мислів і Ріп'янку. А «Скажені»- Яворівку, Завій і Грабівку. Після неодноразових боїв і намагань знищити упівців червоні партизани втратили активність та войовничий порив. Старалися не вступати в бої із відділами УПА і подальші їхні дії мали виключно грабіжницький характер. Після цього командування ВО-4 «Говерла» опрацювало план блокади Чорного лісу. Згідно з цим планом сотні куреня «Скажені» — «Дружинники» (командир «Черник»), «Змії» (командир «Різун»), «Довбуш» (командир «Гамалія»), «Месники» (командир «Благий») — створили лінію оборони довжиною понад 50 км. Вона проходила по лінії Мислів-Ріп'янка-Яворівка-Завій-Грабівка-Хмелівка-Глибоке-Лесівка-Гринівка-Новочин-Посіч-Майдан. Сотня «Верховинці» підійшла з Гуцульщини й отримала завдання тримати оборону в околиці села Пороги та закрити вхід до Чорного лісу з гір. Таким чином з'єднання Кулагіна чисельністю 700 вояків взяли в оточення.
24 липня 1944 року між селами Тур'є і Жданно на Дрогобиччині відділ із сотні «Благого» роззброїв роту угорців.
Сотня «Месники» у складі 280 вояків під командуванням «Благого» входила до тимчасової спеціальної військової округи УПА-Захід-Карпати, яка існувала протягом серпня-вересня 1944 року. А з вересня 1944 сотня стала основою для формування Станиславівського куреня «Смертоносці», який очолив сам «Благий», одночасно командуючи сотнею «Месники».
24 листопада 1944 сотня «Месники» здійснила напад на м. Богородчани Станіславської області.
21 січня 1945 чекістсько-військова група в складі оперативників райвідділу НКВД і бійців 27-го прикордонного загону військ НКВД Прикарпатського округу при проведенні операції в районі села Глибоке Богородчанського району Станіславської області була обстріляна бійцями із куреня «Благого». За даними радянської сторони, після 4-х годинного бою група упівців була розбита, загинуло 96 бійців, 1 взятий в полон.

## Загибель куреня і курінного
Протягом 19-22 березня 1945 була проведена чекістсько-військова операція по ліквідації куреня «Благого». За даними чекістів було вбито 278 і захоплено живими 97 упівців. Серед убитих були опізнані: помічник курінного з постачання «Довбуш», сотенний «Шум», командир охорони польової жандармерії Станіславської округи ОУН «Бурлак» і сам курінний «Благий», який загинув 20 березня 1945 в с. Лесівка.

## Нагороди
- Срібний Хрест Бойової Заслуги I клясу (25 квітня 1945 року)[7]